# إدواردو سوليري
إدواردو سوليري (بالإيطالية: Edoardo Soleri)‏ (19 أكتوبر 1997 بروما في إيطاليا - ) هو لاعب كرة قدم إيطالي في مركز الهجوم. شارك مع منتخب إيطاليا تحت 19 سنة لكرة القدم. أما مع النوادي، فقد لعب مع نادي روما.

## وصلات خارجية
- إدواردو سوليري على موقع قاعدة بيانات كرة القدم.إي يو (الإنجليزية)
- إدواردو سوليري على موقع Soccerway.com (الإنجليزية)
- إدواردو سوليري على موقع عالم كرة القدم.نت (الإنجليزية)
- إدواردو سوليري على موقع AS.com (الإسبانية)